# Francisco Reynolds
Francisco Reynolds (Buenos Aires, 1852-1923) fue un militar argentino, perteneciente al Ejército, que se desempeñó como comisonado interventor del Territorio Nacional de Río Negro y como director del Colegio Militar de la Nación.

## Biografía
Nació en Buenos Aires en 1852, hijo de Francis William Reynolds, inmigrante británico nacido en Londres, y Manuela Lastra Casal, perteneciente a una familia criolla. Estaba casado con Alice Baker Spencer, nacida en la ciudad de Nueva York.
Participó en la campaña de la denominada Conquista del Desierto en 1879. En 1887 fue designado secretario de la gobernación del Territorio Nacional del Chaco, quedando interinamente a cargo de la gobernación entre ese año y 1888. También estuvo a cargo de la tercera brigada en Resistencia (Chaco).
En 1888, obtuvo el grado de coronel, siendo nombrado jefe del 2.º Regimiento de Artillería. En 1892, fue ascendido a general de brigada y nombrado inspector general de Artillería. Un año después, en 1893, fue designado como asistente general del Estado Mayor del Ejército Argentino. Fue ascendido a general de división en 1900, desempeñándose como jefe de la División de Artillería de Mercedes (provincia de Buenos Aires).
En 1890 fue enviado al Territorio Nacional de Río Negro para realizar una inspección por un conflicto ocurrido en la gobernación de Napoleón Berreaute. Suspendió temporalmente a todas las autoridades, asumiendo como comisionado interventor en octubre de ese año, hasta enero de 1891 cuando restituyó en el cargo a Berreaute.
Participó en la organización del Tiro Federal Argentino, siendo elegido como el primer presidente de esa institución en 1895.
También se desempeñó en Europa, como inspector a cargo de la supervisión de los oficiales argentinos. Entre 1910 y 1915 se desempeñó como cónsul de la República Argentina en París (Francia).
Su hijo, Francisco Reynolds Baker (n. 1882), fue un general que estuvo involucrado en el golpe de Estado de 1930 y que se desempeñó como jefe del Consejo Superior de Guerra y Marina en el gobierno de Juan Domingo Perón.